# Вибенс, Вильгельм
Вильгельм Бернхард Пауль Вибенс (нем. Wilhelm Bernhard Paul Wiebens; 17 марта 1906, Вильгельмсхафен, Германская империя — 22 января 1990, Бад-Пирмонт, ФРГ) — оберштурмбаннфюрер СС, командир айнзацкоманды 9, входившей в состав айнзацгруппы B.

## Биография
Вильгельм Вибенс родился 17 марта 1906 года. В Вильгельмсхафене 4 года посещал народную школу, затем городскую среднюю школу. В апреле 1923 года досрочно получил аттестат, чтобы начать коммерческое образование. В декабре 1925 года завершил обучение, сдав экзамен на помощника продавца. В последующие годы работал по специальности в Фареле, до того как в 1932 года сам стал торговым представителем в сфере пищевой промышленности.
1 февраля 1931 года вступил в НСДАП (билет № 546524) и СС (№ 16617). В рядах СС он был задействован в качестве адъютанта 2-го штурмбанна 24-го штандарта СС в Вильгельмсхафене. 1 ноября 1934 года присоединился к аппарату СД. С начала 1935 по 1939 год был руководителем секции СД в Потсдаме. В 1939 году ему было присвоено звание оберштурмбаннфюрера СС. В 1941 году стал руководителем секции СД в Киле.
С февраля по ноябрь 1942 года был командиром айнзацкоманды 9 айнзацгруппы B. Это подразделение несло ответственность за массовое убийство евреев и политических комиссаров в тыловом районе группы армий Центр. В ноябре 1942 года занял пост начальника секции СД в Кобленце. В августе 1944 года был назначен исполняющим обязанности инспектора полиции безопасности и СД в Висбадене.
В мае 1945 года в Зёлле в Австрии попал в американский плен и до 1947 года содержался в лагере для интернированных в Мосбурге. Впоследствии был передан британским оккупационным властям, поскольку подозревался в совершении военных преступлений. В июне 1947 года британский военный трибунал приговорил его к 15 годам заключения за убийство двух британских пилотов. Наказание отбывал в тюрьме в Верле. 7 мая 1955 года был освобождён за хорошее поведение. В последующие годы работал представителем торговой фирмы в Вильгельмсхафене. В феврале 1959 переехал в Штуттгарт, где занял должность менеджера по продажам в фирме Conex. В 1960 году в Бёблингене стал прокуристом фирмы. С 1962 по 1965 год был представителем торговой компании в Бад-Пирмонте.
5 января 1961 года был арестован и помещён в следственный изолятор. До 26 апреля находился под стражей. 4 февраля 1965 года вновь был арестован и содержался в тюрьме Моабит. 6 мая 1966 года земельный суд Западного Берлина приговорил Вибенса к пожизненному заключению за убийство в двух случаях. Предметом судебного разбирательства было убийство 20 цыган. Весной 1942 года Вибенс получил доклад, что под Витебском движется ряд «враждебных элементов». Он немедленно собрал карательную команду и приказал расстрелять всю группу. Суд установил, что это произошло по его собственной инициативе, так как приказы Гиммлера и Гейдриха оставляли значительную свободу действий в отношении того, как следует относиться к цыганам. Кроме того, на суде описывалась ситуация, когда одна пожилая женщина умоляла пощадить её, но Вибенс отказался это сделать, отметив, что «лучше застрелить больше невиновных, чем отпустить одного виновного». Впоследствии женщина была расстреляна. 1 июля 1980 года Вибенс был помилован. Умер в 1990 году в Бад-Пирмонте.